# جينا أوتردال
 جينا أوتردال (بالسويدية: Jeanna Oterdahl)‏(9 أغسطس 1879 25 يوليو 1965) معلمة ومؤلفة وشاعرة سويدية.

## روابط خارجية
- جينا أوتردال على موقع ميوزك برينز (الإنجليزية)